# Steffen Haubner
Steffen Haubner (* 1965 in Mannheim) ist ein deutscher Journalist, Autor und Übersetzer.
Haubner studierte Kunstgeschichte, Soziologie und Medientheorie in Heidelberg und Hamburg. Er lebt als freier Autor in Hamburg, schreibt für zahlreiche deutsche Tageszeitungen und Magazine und ist an diversen Buchprojekten beteiligt.

## Veröffentlichungen (Auswahl)
- iPad & iPhone für Einsteiger: Surfen, Mailen und Navigieren. Fotos, Musik und nützliche Apps. Synchronisieren und sichern, gemeinsam mit Philipp Rogmann, Verein für Konsumenteninformation, Wien 2015. ISBN 978-3-99013-040-7.
- Android für Einsteiger, Verein für Konsumenteninformation, Wien 2014. ISBN 978-3-99013-036-0.
- Handbuch für den Weltuntergang: Untergehen leicht gemacht, Carlsen Verlag 2012, ISBN 978-3551682444.* Firefox 1.5 Hacks und Secrets (gemeinsam mit Abdulkadir Topal). 2006, ISBN 3-81582-760-4.
- Inside Titanic (als Hans Mentz, gemeinsam mit Oliver Thomas Domzalski). Carlsen Verlag. ISBN 978-3-551-68175-1.
- Das Kino der Oberflächen (gemeinsam mit Jürgen Müller). in: Filme der 80er; Taschen Verlag. ISBN 978-3-8228-1735-3.